# Rajendra Nath Mookerjee
Sir Rajendra Nath Mookerjee (Basirhat, 23 giugno 1854 – Calcutta, 15 maggio 1936) è stato un ingegnere indiano.

## Biografia
Venne cresciuto dalla madre dopo la morte del padre quando aveva sei anni. Studiò ingegneria Bengal Engineering and Science University e alla Presidency College, a Calcutta. Iniziò come imprenditore e poi si guadagnò la fama come ingegnere e uomo d'affari.

## Carriera
Tra i suoi successi c'erano la realizzazione di opere idriche al Victoria Memorial a Kolkata. Insieme a sir Acquin Martin, ha fondato la Martin & Co e ha contribuito al successo del Bengal Iron a Kulti. In seguito entrò a far parte della GHFairhurst nel fondare le opere in ferro del The Indian Iron and Steel Company a Burnpur.
Nel 1901 andò in Inghilterra. Nel 1911 è diventato sceriffo di Calcutta. Ha presieduto l'8ª sessione dell'Indian Science Congress tenutosi a Kolkata nel 1921.